# Gonanticlea amblia
Gonanticlea amblia là một loài bướm đêm trong họ Geometridae.